# Karabin maszynowy Te-4
Karabin maszynowy Te-4 – japoński lotniczy karabin maszynowy kalibru 7,7 mm z okresu II wojny światowej produkowany dla Cesarskiej Armii Japońskiej. Karabin ten był używany jako pojedynczy, ruchomy karabin maszynowy w niektórych japońskich bombowcach. W niektórych dokumentach, zarówno japońskich jak i alianckich, określany bywał czasami jako „Typ 89 zmodyfikowany, pojedynczy” i często bywa mylony z karabinem maszynowym Typ 89 o tym samym kalibrze.

## Nazwa
Do 1940 karabiny maszynowe do kalibru 11 mm używane przez Cesarską Armię Japońską nazywane były kikan juu (dosłownie – „karabin maszynowy”), dalsze oznaczenie, np. „Typ 89” oznaczało według kalendarza japońskiego rok wprowadzenia do służby 2589 (1929/30 według kalendarza gregoriańskiego). W 1940 wprowadzono nowy system oznaczeń, karabiny maszynowe do kalibru 11 mm otrzymały oznaczenie te będące skrótem od kana teppou (dosłownie „karabin”) oraz shikki – numer kolejny, typ.

## Historia
Karabin został zaprojektowany najprawdopodobniej w Rikugun Kokugijutsu Kenkyujo (Giken - Instytut Doświadczalny Techniki Lotniczej Armii) w Tokio przed 1936 i wywodzi się z eksperymentalnego karabinu maszynowego znanego jako otsu-gou z którego także pochodzi współczesny mu km Typ 89 „ruchomy”. W wielu dokumentach karabin ten jest określany jako „Typ 89 ruchomy, pojedynczy” i jako taki bywa mylony z „przepołowionym” podwójnym karabinem Typ 89.
Ograniczoną produkcję karabinu rozpoczęto około 1936, a do produkcji masowej wszedł w 1941. Produkowany był w fabrykach broni Armii w Tokio, Kokurze i Nagoyi.

## Opis konstrukcji
Karabin maszynowy Te-4 był bronią samoczynną działającą na zasadzie odprowadzenia części gazów z przewodu lufy, strzelał z zamka zamkniętego typu Nambu. Karabin zasilany był z magazynka talerzowego o pojemności 70 naboi, używał amunicji 7,7 × 58 mm SR. Łuski po wystrzelanych pociskach były wyrzucane pod karabin do specjalnej torby. Szybkostrzelność teoretyczna wynosiła około 730 strzałów na minutę, prędkość wylotowa pocisku wynosiła 810 m/s.
Masa karabiny wynosiła 9,3 kg, a całkowita długość 1069 mm.

## Użycie bojowe
Karabin używany był przez cały okres wojny na Pacyfiku. W bombowcu Kawasaki Ki-48 używany był na dolnym, brzusznym stanowisku strzeleckim, choć na innych stanowiskach strzeleckich w tym bombowcu używano karabinów Typ 89.